# Пинкни, Чарльз Коутсуорт
Чарльз Коу́тсуорт Пи́нкни (англ. Charles Cotesworth Pinckney; 25 февраля 1746, Чарлстон, Южная Каролина — 16 августа 1825, Чарлстон, Южная Каролина) — американский государственный деятель.
Часто принимал участие в президентских выборах. Кандидат в президенты США от федералистской партии на выборах 1796 (проиграл Джону Адамсу), выборах 1800 (проиграл Томасу Джефферсону), выборах 1804 (проиграл Томасу Джефферсону) и 1808 (проиграл Джеймсу Мэдисону) годов.
Чарльз Коутсуорт Пинкни был одним из делегатов от Южной Каролины на Конституционном конвенте США в 1787 году.